# Bielany Wrocławskie
Bielany Wrocławskie (do 1945 niem. Bettlern) – wieś w Polsce położona w województwie dolnośląskim, w powiecie wrocławskim, w gminie Kobierzyce.

## Podział administracyjny
W latach 1975–1998 miejscowość administracyjnie należała do województwa wrocławskiego. Administracyjnie Bielany Wrocławskie są dość dużą i rozległą wsią, która posiada charakter podmiejskiego osiedla.

## Położenie
Wieś jest położona na Równinie Wrocławskiej, od północy graniczy z Wrocławiem. Wschodnią granicę wsi tworzy rzeka Ślęza. Południkowo przez wieś przebiega niezelektryfikowana linia kolejowa Wrocław Główny – Świdnica Kraszowice z przystankiem Bielany Wrocławskie. Przewozy pasażerskie zawieszono 23 czerwca 2000, a przywrócono w czerwcu 2022.
Na północnym skraju miejscowości znajduje się węzeł drogowy autostrady A4 z drogami krajowymi nr 5 i nr 35. Znajduje się tu siedziba i studio ATM Grupa, są tu kręcone sceny do sitcomu Świat według Kiepskich oraz popularnego w ostatnim czasie serialu Policjantki i policjanci. Ponadto w latach 2007–2008 znajdował się w Bielanach Wrocławskich Dom Wielkiego brata – budynek, w którym mieszkali, otoczeni kamerami, uczestnicy reality show Big Brother, a także studio telewizyjne.

## Historia
Bielany Wrocławskie powstały z połączenia dwóch wsi – Bielany i Bledzów (obecnie część południowa miejscowości). Wieś wzmiankowana po raz pierwszy już w roku 1155 (Bledzów) i 1336 (Bielany). Obecna nazwa została administracyjnie zatwierdzona 12 listopada 1946.

## Zabytki

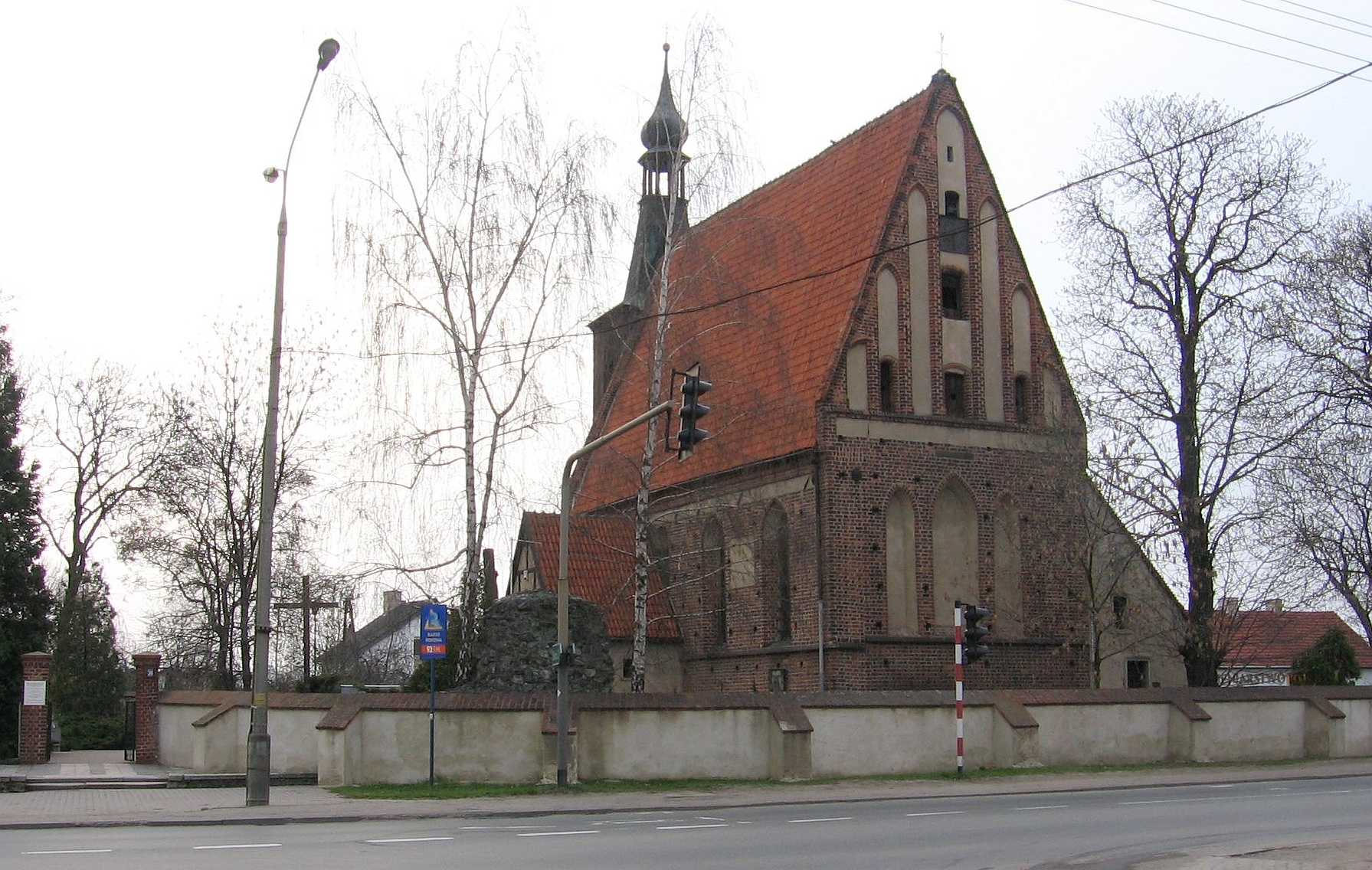
Kościół św. Andrzeja Apostoła w Bielanach Wrocławskich

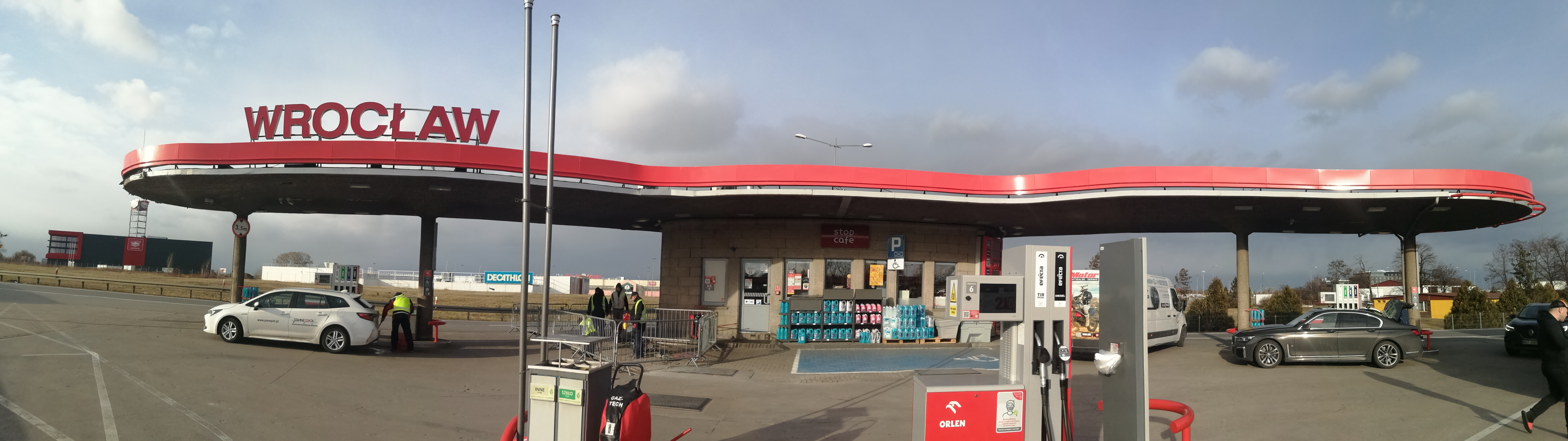
Stacja paliw z 1937 r.

Według wykazu Narodowego Instytutu Dziedzictwa do rejestru zabytków wpisane są:
- kościół parafialny pw. św. Andrzeja Apostoła, późnogotycki z lat 1520–1530 (ul. Wrocławska 30)

Pierwotna świątynia była drewniana i wybudowano ją w miejscu wcześniejszego obiektu. Kościół przebudowano w XVII wieku, obecnie posiada zabytkowe wyposażenie. Należą do niego gotyckie sakramentarium, fragment gotyckiego ołtarza z wizerunkiem Madonny (prawdopodobnie z około 1400 r.), barokowy ołtarz główny, stalle częściowo gotyckie, częściowo renesansowe. Na południowej ścianie świątyni płyta nagrobna z XVII wieku i 16 herbów w dwóch pionowych rzędach,
- zespół dworski z przełomu XVI/XVII w., XX w. (ul. Wrocławska 7):
  - dwór w Bielanach Wrocławskich, renesansowy, o konstrukcji murowano-szachulcowej z około 1600 r., znacząco przebudowany w XIX w.
  - folwark, otoczenie dworu
- spichlerz barokowy z XVIII wieku, z mansardowym dachem (ul. Kolejowa)
- dwa budynki stacji benzynowej przy węźle autostradowym Bielany, z 1937 r.

inne zabytki:
- dwór barokowy z XVIII wieku, parterowy z pięterkiem w części środkowej, południowa część wsi – dawny Bledzów[8]

## Centra handlowe i logistyczne

Schemat węzła autostradowego Bielany Wrocławskie

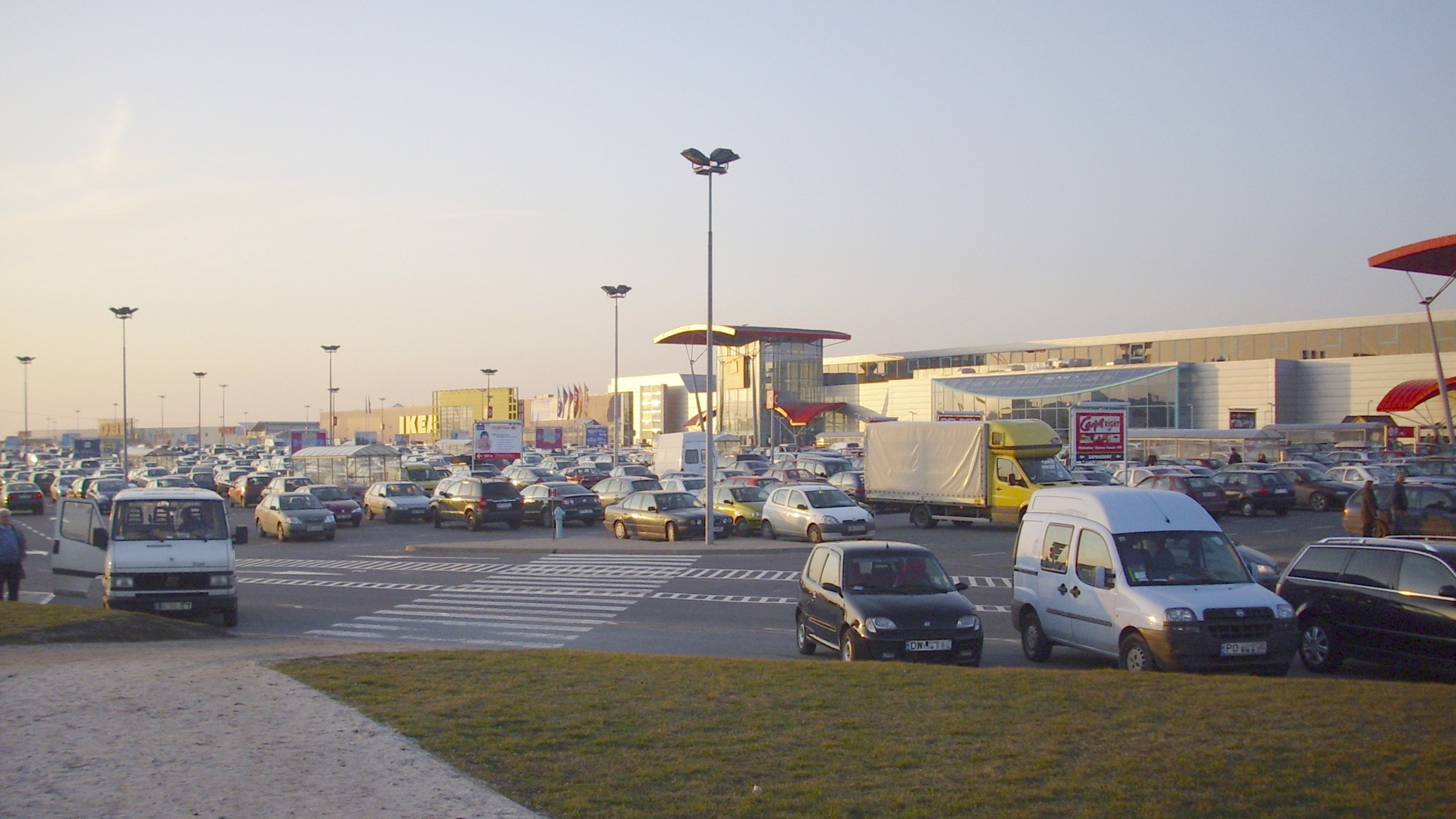
Centrum Handlowe Bielany w roku 2008

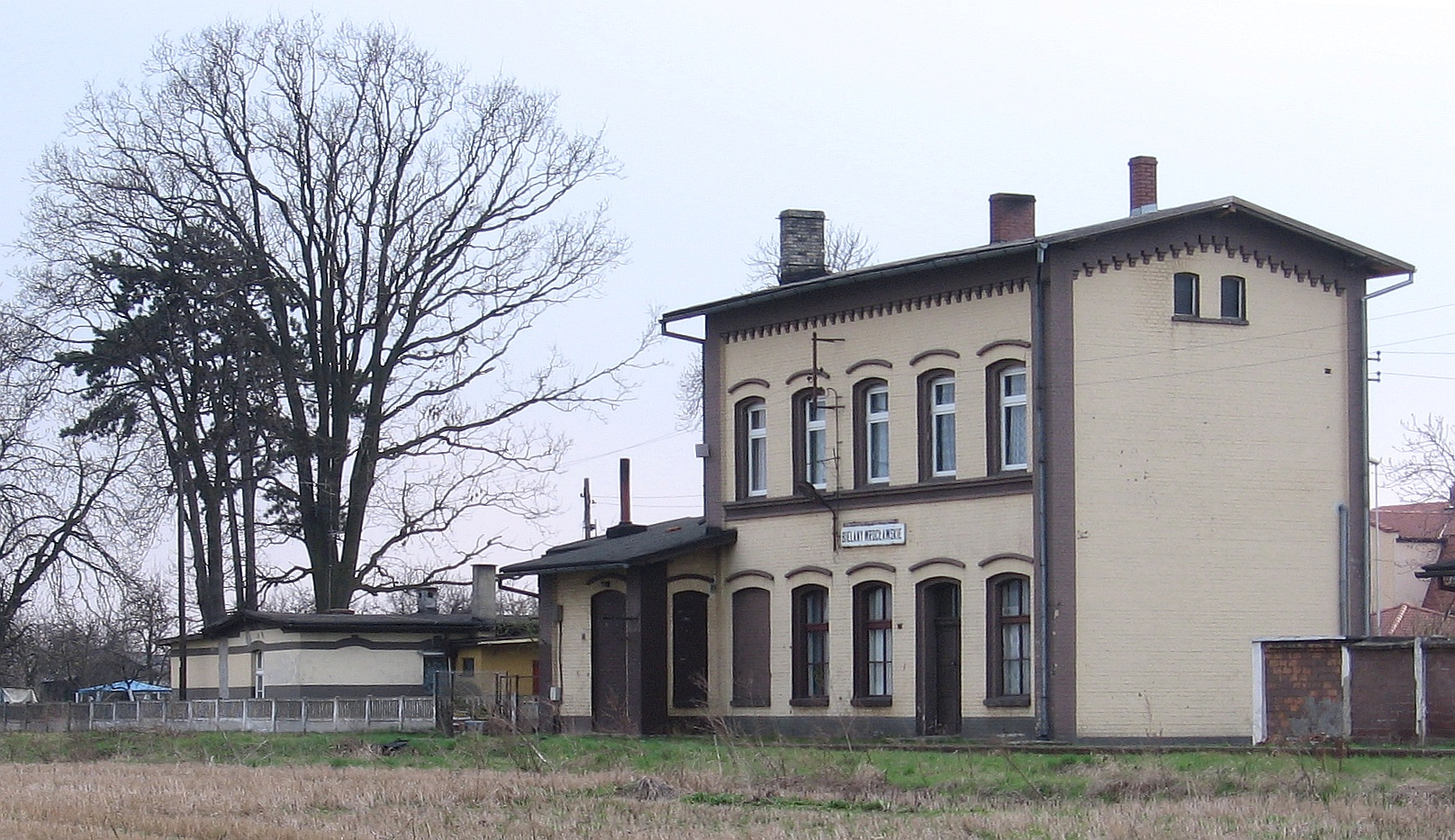
Stacja kolejowa

W bezpośredniej bliskości drogowego węzła Bielany zlokalizowany jest wielki kompleks sklepów wielkopowierzchniowych (supermarketów Makro, Auchan, Decathlon, Leroy Merlin, Bodzio i inne) oraz największe w Polsce centrum handlowe „Aleja Bielany”, w którym znajdują się m.in. IKEA, OBI, Castorama, Black Red White, Poco, Jula, McDonald’s, Empik. Opodal znajdują się fabryki firm E. Wedel (wyroby czekoladowe), Cargill (fabryka glukozy i syropu skrobiowego, wytwarzanych na bazie pszenicy), dwa centra logistyczne amazon.com oraz parki technologiczne Prologis i Panattoni o łącznej powierzchni ponad 240 tys. m². Na wschodzie wsi m.in. jedna ze zlokalizowanych w Polsce drukarni grupy Passauer Neue Presse. Inwestycje, rozpoczęte w 2. połowie lat 90. XX wieku, stały się – poprzez podatki odprowadzane przez inwestorów – najważniejszym źródłem bogactwa podwrocławskiej gminy Kobierzyce, wcześniej utrzymywanej głównie z przychodów z produkcji rolnej.

## Demografia
Ludność na przestrzeni ostatnich 110 lat:
Bielany Wrocławskie i Wysoka są największymi miejscowościami gminy Kobierzyce.

## Wspólnoty wyznaniowe
- Kościół Boży w Polsce – Wspólnota Chrześcijańska Misja 22:22[9]
- Kościół Chrystusowy w RP – Społeczność Chrześcijańska Wrocław Południe[10]
- Kościół greckokatolicki – Greckokatolicki Ośrodek Duszpasterski w Bielanach Wrocławskich[11]
- Kościół rzymskokatolicki – parafia św. Andrzeja Apostoła[12]